# Gethin Anthony
Gethin Anthony (ur. 9 października 1983) – angielski aktor telewizyjny, filmowy i teatralny.
Studiował literaturę angielską w Balliol College w ramach Uniwersytetu Oksfordzkiego. Pełnił funkcję przewodniczącego uczelnianego stowarzyszenia aktorskiego. Kształcił się także w szkole artystycznej London Academy of Music and Dramatic Art.
Jako aktor teatralny zaczął występować na scenach w Londynie i Birmingham. W telewizji debiutował epizodycznymi rolami w pojedynczych odcinkach brytyjskich seriali i filmów telewizyjnych. W 2011 dołączył do zespołu aktorskiego Gry o tron, wcielając się w postać Renly'ego Baratheona w dwóch pierwszych sezonach tej produkcji. W 2012 zagrał w filmie Dreck u boku m.in. Jonathana Pryce'a.

## Wybrana filmografia
- 2006: Holby City (serial TV)
- 2006: Pinochets Last Stand
- 2007: Doctors (serial TV)
- 2008: 10 Days to War (serial TV)
- 2008: Beyond the Rave
- 2009: Into the Storm
- 2011: Gra o tron (serial TV)
- 2012: Dreck
- 2014: Copenhagen
- 2015: Era Wodnika (serial TV)[3]